# Società Sportiva Juve Stabia 2016-2017
Questa voce raccoglie le informazioni riguardanti la Società Sportiva Juve Stabia nelle competizioni ufficiali della stagione 2016-2017.

## Stagione
Come allenatore della stagione 2016-2017, il club stabiese sceglie Gaetano Fontana aiutato dal nuovo vice-allenatore Fabio Caserta. Il 17 luglio la squadra parte per il ritiro precampionato a Gubbio.
Nella coppa Italia Tim Cup le vespe nel primo turno superano (1-3) il Livorno, poi vengono eliminate nel secondo turno (2-1) dal Novara.In campionato partono forte, al termine del girone di andata sono terze con 37 punti, nel girone di ritorno hanno un rallentamento, ottenendo 27 punti, ma centrando il quarto posto finale con 64 punti. Partecipano quindi ai Play-off. Nella prima fase del girone C superano il turno pareggiando (0-0) a Catania, nella seconda fase perdono il doppio confronto con a Reggiana, pareggiando (0-0) al Menti e perdendo (2-1) a Reggio Emilia. Miglior marcatore della Juve è stato Francesco Ripa che ha firmato 15 reti in campionato. La Juve Stabia partecipa con poca fortuna anche alla Coppa Italia di Lega Pro dalla quale viene subito eliminata (4-1) dal Foggia.

## Divise e sponsor
Lo sponsor tecnico per la stagione 2016-2017 è Fly Line mentre lo sponsor ufficiale è Marigo Pharma.
| Casa | Trasferta | Terza divisa | 110 anni | Portiere |

## Organigramma societario
Di seguito sono riportati i membri dello staff della Juve Stabia.
Area direttiva
- Proprietario: Francesco Manniello
- Direttore Generale: Clemente Filippi
- Segretario Generale: Raffaele Persico
- Segretario Sportivo: Rosario Imparato
- Ufficio Marketing: Giovanni Somma

Area organizzativa
- Delegato alla sicurezza dello stadio: Costantino Peccerillo
- Dirigente addetto arbitri: Giulio Vuolo Zurlo
- Responsabile sito web e grafica: Niko Scarica
- Accoglienza squadre ospiti: Giovanni Savastano
- Team manager: Giuseppe Di Maio

Area comunicazione
- Responsabile Ufficio Stampa: Umberto Naclerio
- Ufficio Stampa: Angelo Mirante, Giuseppe Amato

Area tecnica
- Direttore sportivo: Pasquale Logiudice
- Allenatore: Gaetano Fontana
- Allenatore in seconda: Fabio Caserta
- Preparatore dei portieri: Marco Giglio
- Preparatore atletico: Giuseppe Trepiccione
- Magazziniere: Vincenzo Guida
- Aiuto Magazziniere: Sebastiano Di Ruocco

Area sanitaria
- Medico sociale: Catello Di Somma
- Massofisioterapista: Francesco Parisi
- Fisioterapista: Nicola Colaps

## Rosa
Di seguito è riportata la rosa della Juve Stabia.
| N. |                     | Ruolo | Calciatore                  |
| -- | ------------------- | ----- | --------------------------- |
| 1  | Italia (bandiera)   | P     | Alessandro Bacci            |
| 2  | Italia (bandiera)   | D     | Tommaso Cancellotti         |
| 3  | Italia (bandiera)   | D     | Matteo Liviero              |
| 4  | Italia (bandiera)   | C     | Paolo Capodaglio (capitano) |
| 5  | Bulgaria (bandiera) | D     | Živko Atanasov              |
| 6  | Italia (bandiera)   | D     | Federico Amenta             |
| 7  | Senegal (bandiera)  | A     | Mamadou Kanoute             |
| 8  | Slovenia (bandiera) | C     | Urban Žibert                |
| 9  | Italia (bandiera)   | A     | Stefano Del Sante           |
| 9  | Italia (bandiera)   | A     | Aniello Cutolo              |
| 10 | Italia (bandiera)   | A     | Mario Marotta               |
| 11 | Italia (bandiera)   | A     | Salvatore Sandomenico       |
| 13 | Italia (bandiera)   | D     | Agostino Camigliano         |
| 14 | Italia (bandiera)   | D     | Daniele Liotti              |

| N. |                      | Ruolo | Calciatore          |
| -- | -------------------- | ----- | ------------------- |
| 15 | Italia (bandiera)    | A     | Davide Servillo     |
| 17 | Italia (bandiera)    | C     | Stefano Salvi       |
| 18 | Argentina (bandiera) | D     | Santiago Morero     |
| 19 | Italia (bandiera)    | C     | Nicholas Izzillo    |
| 20 | Italia (bandiera)    | D     | Simone Petricciuolo |
| 21 | Italia (bandiera)    | C     | Gianluca Esposito   |
| 22 | Italia (bandiera)    | P     | Danilo Russo        |
| 23 | Italia (bandiera)    | C     | Francesco Lisi      |
| 24 | Italia (bandiera)    | C     | Alessandro Mastalli |
| 25 | Italia (bandiera)    | C     | Domenico Strianese  |
| 27 | Italia (bandiera)    | A     | Marco Rosafio       |
| 28 | Italia (bandiera)    | P     | Carlo Mascolo       |
| 29 | Italia (bandiera)    | A     | Francesco Ripa      |
| 30 | Italia (bandiera)    | A     | Adriano Montalto    |

## Calciomercato
Di seguito sono riportati i trasferimenti del calciomercato 2016-2017 della Juve Stabia.

### Sessione estiva(dal 01/07 al 31/08)
| Acquisti         | Acquisti              | Acquisti        | Acquisti      |
| R.               | Nome                  | da              | Modalità      |
| ---------------- | --------------------- | --------------- | ------------- |
| P                | Alessandro Bacci      | Fiorentina      | definitivo    |
| P                | Danilo Russo          |                 | svincolato    |
| P                | Guido Mennella        | San Severo      | fine prestito |
| D                | Matteo Liviero        | Juventus        | definitivo    |
| D                | Simone Petricciuolo   | Avellino        | definitivo    |
| D                | Agostino Camigliano   | Udinese         | prestito      |
| D                | Federico Amenta       | Virtus Lanciano | definitivo    |
| D                | Santiago Morero       | Alessandria     | definitivo    |
| C                | Gianluca Esposito     | Rimini          | definitivo    |
| C                | Paolo Capodaglio      | Casertana       | definitivo    |
| C                | Alessandro Mastalli   | Milan           | definitivo    |
| C                | Urban Žibert          | Akragas         | definitivo    |
| C                | Stefano Salvi         | Lecce           | definitivo    |
| A                | Mario Marotta         | Frattese        | definitivo    |
| A                | Salvatore Sandomenico | L'Aquila        | definitivo    |
| A                | Adriano Montalto      | Trapani         | definitivo    |
| A                | Mamadou Kanoute       | Benevento       | prestito      |
| A                | Marco Rosafio         | Lecce           | definitivo    |
| Altre operazioni |                       |                 |               |
| R.               | Nome                  | da              | Modalità      |
| D                | Antonio Calvanese     | Aversa Normanna | definitivo    |
| D                | Mattia Piacente       | Napoli          | fine prestito |
| C                | Luigi Buondonno       | Frattese        | fine prestito |
| C                | Evans Osei            | Torino          | fine prestito |
| C                | Pasquale Esposito     | Sorrento        | fine prestito |
| A                | Claudio Pagano        | Gragnano        | fine prestito |
| A                | Gennaro Gisonni       | Lanusei         | fine prestito |

| Cessioni         | Cessioni           | Cessioni    | Cessioni      |
| R.               | Nome               | a           | Modalità      |
| ---------------- | ------------------ | ----------- | ------------- |
| P                | Stefano Russo      |             | svincolato    |
| P                | Guido Mennella     | Herculaneum | prestito      |
| P                | Ciro Polito        |             | fine carriera |
| D                | Sergio Contessa    | Lecce       | definitivo    |
| D                | Jan Polák          | Cremonese   | definitivo    |
| D                | Luigi Carillo      | Akragas     | definitivo    |
| D                | Daniele Rosania    |             | svincolato    |
| D                | Samuele Romeo      |             | svincolato    |
| D                | Jakub Navrátil     |             | svincolato    |
| C                | Kenneth Obodo      | Südtirol    | definitivo    |
| C                | Vincenzo Carrotta  | Akragas     | definitivo    |
| C                | Fabio Caserta      |             | fine carriera |
| C                | Stefano Maiorano   |             | svincolato    |
| C                | Francesco Favasuli |             | svincolato    |
| C                | Guido Grifoni      | Prato       | fine prestito |
| A                | Francesco Nicastro | Pescara     | definitivo    |
| A                | Alessandro Celin   |             | svincolato    |
| A                | Guido Gomez        | Akragas     | definitivo    |
| A                | Alessandro Gatto   | Verona      | fine prestito |
| A                | Abou Diop          | Torino      | fine prestito |
| Altre operazioni |                    |             |               |
| R.               | Nome               | da          | Modalità      |
| D                | Antonio Calvanese  | Frattese    | prestito      |
| C                | Luigi Buondonno    | Herculaneum | fine prestito |
| C                | Pasquale Esposito  |             | svincolato    |
| A                | Gennaro Gisonni    | Gelbison    | definitivo    |

### Sessione invernale(dal 03/01 al 31/01)
| Acquisti | Acquisti | Acquisti | Acquisti |
| R.       | Nome     | da       | Modalità |
| -------- | -------- | -------- | -------- |

| Cessioni | Cessioni | Cessioni | Cessioni |
| R.       | Nome     | a        | Modalità |
| -------- | -------- | -------- | -------- |

## Risultati

### Lega Pro

#### Girone di andata
| Arbitro: | Giua (Pisa) |

|                                       |           |          |
| Calil 37’ Paolucci 52’ Di Cecco 90+5’ | Marcatori | 21’ Lisi |

| Arbitro: | Volpi (Arezzo) |

|                                           |           |  |
| Izzillo 30’, 38’ Liotti 46’ Del Sante 50’ | Marcatori |  |

| Arbitro: | Fiorini (Frosinone) |

|  |           |              |
|  | Marcatori | 8’ Del Sante |

| Arbitro: | Panarese (Lecce) |

|                          |           |              |
| Marotta 52’ Atanasov 75’ | Marcatori | 24’ Pozzebon |

| Arbitro: | De Tullio (Bari) |

|                             |           |  |
| Kanoute 33’ Cancellotti 39’ | Marcatori |  |

| Arbitro: | Curti (Milano) |

|                          |           |               |
| Albadoro 10’ Bombagi 27’ | Marcatori | 78’, 82’ Lisi |

| Arbitro: | Cudini (Fermo) |

|                                |           |  |
| F. Ripa 19’, 85’, 90+3’ (rig.) | Marcatori |  |

| Arbitro: | Pillitteri (Palermo) |

|           |           |  |
| Bangu 59’ | Marcatori |  |

| Arbitro: | Paolini (Ascoli Piceno) |

|                                                          |           |                   |
| Liviero 2’ F. Ripa 20’ Sandomenico 61’ A. Montalto 90+2’ | Marcatori | 48’ (rig.) Mazzeo |

| Arbitro: | Perotti (Legnano) |

|               |           |                        |
| Camilleri 67’ | Marcatori | 4’ F. Ripa 48’ Izzillo |

| Arbitro: | Fourneau (Roma) |

|                                      |           |  |
| F. Ripa 26’ (rig.) Sandomenico 90+6’ | Marcatori |  |

| Arbitro: | Prontera (Bologna) |

|  |           |                             |
|  | Marcatori | 29’ F. Ripa 55’ Sandomenico |

| Arbitro: | Guccini (Albano Laziale) |

|               |           |              |
| G. Corado 24’ | Marcatori | 77’ Mastalli |

| Arbitro: | Balice (Termoli) |

|                            |           |                                     |
| Kanoute 5’ 38’ Izzillo 38’ | Marcatori | 59’ Pacilli 69’ Tsonev 90’ Caturano |

| Arbitro: | Amoroso (Paola) |

|                        |           |                         |
| Iannini 10’ Casoli 78’ | Marcatori | 28’ Capodaglio 50’ Lisi |

| Arbitro: | Schirru (Nichelino) |

|              |           |  |
| Mastalli 78’ | Marcatori |  |

| Arbitro: | Dionisi (L'Aquila) |

|                                       |           |                 |
| Sérgio Cruz 4’ Cancellotti 73’ (aut.) | Marcatori | 66’ Sandomenico |

| Arbitro: | Ranaldi (Tivoli) |

|             |           |  |
| Kanoute 50’ | Marcatori |  |

| Taranto 17 dicembre 2016, ore 16:30 CET 19ª giornata | Taranto           | 0 – 0 referto | Juve Stabia | Stadio Erasmo Iacovone (4 000 spett.)\| Arbitro: \| Massimi (Termoli) \| |
| Arbitro:                                             | Massimi (Termoli) |               |             |                                                                          |

#### Girone di ritorno
| Arbitro: | Proietti (Terni) |

|                                             |           |  |
| Izzillo 7’, 29’ F. Ripa 39’ (rig.) Lisi 58’ | Marcatori |  |

| Arbitro: | Luciano (Lamezia Terme) |

|           |           |                     |
| Obeng 82’ | Marcatori | 5’ Lisi 47’ Rosafio |

| Arbitro: | Zanonato (Vicenza) |

|             |           |           |
| F. Ripa 81’ | Marcatori | 44’ Pinto |

| Arbitro: | Maggioni (Lecco) |

|             |           |  |
| Nardini 28’ | Marcatori |  |

| Arbitro: | Candeo (Este) |

|                                       |           |                 |
| Scardina 28’ Catania 48’ Spinelli 77’ | Marcatori | 12’, 26’ Paponi |

| Arbitro: | Prontera (Bologna) |

|               |           |              |
| Izzillo 45+2’ | Marcatori | 81’ Giannone |

| Arbitro: | Mantelli (Brescia) |

|  |           |            |
|  | Marcatori | 78’ Morero |

| Arbitro: | Chindemi (Viterbo) |

|                              |           |                                    |
| Marotta 28’, 42’ F. Ripa 48’ | Marcatori | 41’ Bangu 73’ De Vito 75’ Leonetti |

| Arbitro: | Fourneau (Roma) |

|                   |           |  |
| Mazzeo 58’ (rig.) | Marcatori |  |

| Arbitro: | Pagliardini (Arezzo) |

|  |           |             |
|  | Marcatori | 55’ Bollino |

| Arbitro: | Viotti (Tivoli) |

|                 |           |                                |
| Baclet 56’, 68’ | Marcatori | 29’, 81’ Lisi 32’, 48’ Kanoute |

| Arbitro: | Capone (Palermo) |

|                         |           |                      |
| Paponi 1’ Kanoute 90+3’ | Marcatori | 8’ Sarao 42’ Prestia |

| Arbitro: | Zingarelli (Siena) |

|                 |           |                                   |
| F. Ripa 7’, 51’ | Marcatori | 19’ (rig.) Ciotola 41’ L. Orlando |

| Arbitro: | Amoroso (Paola) |

|                                     |           |                         |
| Marconi 30’ Tsonev 40’ Caturano 80’ | Marcatori | 39’ Paponi 90+3’ Cutolo |

| Arbitro: | Guccini (Albno Laziale) |

|            |           |                            |
| Marotta 7’ | Marcatori | 28’ Liviero 90+3’ Carretta |

| Arbitro: | Ranaldi (Tivoli) |

|           |           |             |
| Nzola 64’ | Marcatori | 81’ F. Ripa |

| Arbitro: | Schirru (Nichelino) |

|                         |           |            |
| Kanoute 44’ F. Ripa 75’ | Marcatori | 77’ Curcio |

| Arbitro: | Fiorini (Frosinone) |

|               |           |                                       |
| Salvemini 80’ | Marcatori | 57’ F. Ripa 60’ Mastalli 90+1’ Cutolo |

| Arbitro: | Guarnieri (Empoli) |

|               |           |  |
| Rosafio 90+2’ | Marcatori |  |

#### Play Off

##### Primo Turno
| Castellammare di Stabia 14 maggio 2017, ore 15:00 CEST Gara Unica | Juve Stabia       | 0 – 0 referto | Catania | Stadio Romeo Menti (1 908 spett.)\| Arbitro: \| Piscopo (Imperia) \| |
| Arbitro:                                                          | Piscopo (Imperia) |               |         |                                                                      |

##### Ottavi
| Arbitro: | Perotti (Legnano) |

|                               |           |              |
| Cesarini 34’ Ghiringhelli 58’ | Marcatori | 16’ Mastalli |

| Castellammare di Stabia 24 maggio 2017, ore 20:30 CEST Ritorno | Juve Stabia          | 0 – 0 referto | Reggiana | Stadio Romeo Menti (3 710 spett.)\| Arbitro: \| Pagliardini (Arezzo) \| |
| Arbitro:                                                       | Pagliardini (Arezzo) |               |          |                                                                         |

### Coppa Italia Tim Cup

#### Primo Turno
| Arbitro: | Piscopo (Imperia) |

|                    |           |                               |
| Cellini 25’ (rig.) | Marcatori | 19’ Liotti 21’, 56’ Del Sante |

#### Secondo Turno
| Arbitro: | Rapuano (Rimini) |

|                           |           |               |
| Corazza 50’ Gălăbinov 61’ | Marcatori | 11’ Del Sante |

### Coppa Italia Lega Pro

#### Primo Turno
| Arbitro: | Luciano (Lamezia Terme) |

|                                   |           |          |
| Padovan 18’, 77’ Chiricò 52’, 88’ | Marcatori | 56’ Lisi |

## Statistiche
Statistiche aggiornate al 6 novembre 2016

### Statistiche di squadra
| Competizione          | Punti         | In casa | In casa | In casa | In casa | In casa | In casa | In trasferta | In trasferta | In trasferta | In trasferta | In trasferta | In trasferta | Totale | Totale | Totale | Totale | Totale | Totale | DR  |
| Competizione          | Punti         | G       | V       | N       | P       | Gf      | Gs      | G            | V            | N            | P            | Gf           | Gs           | G      | V      | N      | P      | Gf     | Gs     | DR  |
| --------------------- | ------------- | ------- | ------- | ------- | ------- | ------- | ------- | ------------ | ------------ | ------------ | ------------ | ------------ | ------------ | ------ | ------ | ------ | ------ | ------ | ------ | --- |
| Lega Pro              | 64            | 19      | 11      | 5       | 3       | 38      | 18      | 19           | 7            | 5            | 7            | 27           | 25           | 38     | 18     | 10     | 10     | 65     | 43     | +22 |
| Coppa Italia          | secondo turno | -       | -       | -       | -       | -       | -       | 2            | 1            | 0            | 1            | 4            | 3            | 2      | 1      | 0      | 1      | 4      | 3      | +1  |
| Coppa Italia Lega Pro | primo turno   | -       | -       | -       | -       | -       | -       | 1            | 0            | 0            | 1            | 1            | 4            | 1      | 0      | 0      | 1      | 1      | 4      | -3  |
| Totale                | 64            | 19      | 11      | 5       | 3       | 38      | 18      | 22           | 8            | 5            | 9            | 32           | 32           | 41     | 19     | 10     | 12     | 70     | 50     | +20 |

### Andamento in campionato
| Giornata  | 1  | 2 | 3 | 4 | 5 | 6 | 7 | 8 | 9 | 10 | 11 | 12 | 13 | 14 | 15 | 16 | 17 | 18 | 19 | 20 | 21 | 22 | 23 | 24 | 25 | 26 | 27 | 28 | 29 | 30 | 31 | 32 | 33 | 34 | 35 | 36 | 37 | 38 |
| --------- | -- | - | - | - | - | - | - | - | - | -- | -- | -- | -- | -- | -- | -- | -- | -- | -- | -- | -- | -- | -- | -- | -- | -- | -- | -- | -- | -- | -- | -- | -- | -- | -- | -- | -- | -- |
| Luogo     | T  | C | T | C | C | T | C | T | C | T  | C  | T  | T  | C  | T  | C  | T  | C  | T  | C  | T  | C  | T  | T  | C  | T  | C  | T  | C  | T  | C  | C  | T  | C  | T  | C  | T  | C  |
| Risultato | P  | V | V | V | V | N | V | P | V | V  | V  | V  |    |    |    |    |    |    |    |    |    |    |    |    |    |    |    |    |    |    |    |    |    |    |    |    |    |    |
| Posizione | 17 | 7 | 4 | 4 | 3 | 4 | 3 | 3 | 3 | 3  | 1  | 1  | 1  |    |    |    |    |    |    |    |    |    |    |    |    |    |    |    |    |    |    |    |    |    |    |    |    |    |

Fonte:  EVOLUZIONE CLASSIFICA LEGA PRO 16/17, su transfermarkt.it.
Legenda:

Luogo: C = Casa; T = Trasferta. Risultato: V = Vittoria; N = Pareggio; P = Sconfitta.

### Statistiche dei giocatori
Sono in corsivo i calciatori che hanno lasciato la società a stagione in corso.
| Giocatore       | Lega Pro | Lega Pro | Lega Pro    | Lega Pro   | Coppa Italia | Coppa Italia | Coppa Italia | Coppa Italia | Coppa Italia Lega Pro | Coppa Italia Lega Pro | Coppa Italia Lega Pro | Coppa Italia Lega Pro | Totale   | Totale | Totale      | Totale     |
| Giocatore       | Presenze | Reti     | Ammonizioni | Espulsioni | Presenze     | Reti         | Ammonizioni  | Espulsioni   | Presenze              | Reti                  | Ammonizioni           | Espulsioni            | Presenze | Reti   | Ammonizioni | Espulsioni |
| --------------- | -------- | -------- | ----------- | ---------- | ------------ | ------------ | ------------ | ------------ | --------------------- | --------------------- | --------------------- | --------------------- | -------- | ------ | ----------- | ---------- |
| F. Amenta       | 4        | 0        | 4           | 1          | 1            | 0            | 1            | 0            | 1                     | 0                     | 0                     | 0                     | 6        | 0      | 5           | 1          |
| Ž. Atanasov     | 9        | 1        | 3           | 0          | 2            | 0            | 0            | 0            | 1                     | 0                     | 0                     | 0                     | 12       | 1      | 3           | 0          |
| A. Bacci        | 0        | -0       | 0           | 0          | 0            | -0           | 0            | 0            | 1                     | -4                    | 0                     | 0                     | 1        | -4     | 0           | 0          |
| A. Camigliano   | 0        | 0        | 0           | 0          | -            | -            | -            | -            | 1                     | 0                     | 0                     | 0                     | 1        | 0      | 0           | 0          |
| T. Cancellotti  | 10       | 1        | 3           | 0          | 2            | 0            | 0            | 0            | 0                     | 0                     | 0                     | 0                     | 12       | 1      | 3           | 0          |
| P. Capodaglio   | 6        | 0        | 0           | 0          | 2            | 0            | 0            | 0            | -                     | -                     | -                     | -                     | 8        | 0      | 0           | 0          |
| S. Del Sante    | 7        | 2        | 0           | 0          | 2            | 3            | 0            | 0            | -                     | -                     | -                     | -                     | 9        | 5      | 0           | 0          |
| G. Esposito     | 6        | 0        | 1           | 0          | 0            | 0            | 0            | 0            | 1                     | 0                     | 1                     | 0                     | 7        | 0      | 2           | 0          |
| N. Izzillo      | 9        | 3        | 2           | 0          | 2            | 0            | 1            | 0            | -                     | -                     | -                     | -                     | 11       | 3      | 3           | 0          |
| M. Kanoute      | 11       | 1        | 0           | 0          | 1            | 0            | 0            | 0            | 1                     | 0                     | 0                     | 0                     | 13       | 1      | 0           | 0          |
| D. Liotti       | 9        | 1        | 1           | 0          | 2            | 1            | 0            | 0            | 1                     | 0                     | 0                     | 0                     | 12       | 2      | 1           | 0          |
| F. Lisi         | 11       | 3        | 4           | 0          | 2            | 0            | 1            | 0            | 1                     | 1                     | 0                     | 0                     | 14       | 4      | 5           | 0          |
| M. Liviero      | 6        | 1        | 2           | 0          | 1            | 0            | 0            | 0            | 0                     | 0                     | 0                     | 0                     | 7        | 1      | 2           | 0          |
| M. Marotta      | 11       | 1        | 0           | 0          | 2            | 0            | 0            | 0            | -                     | -                     | -                     | -                     | 13       | 1      | 0           | 0          |
| C. Mascolo      | 0        | -0       | 0           | 0          | -            | -            | -            | -            | -                     | -                     | -                     | -                     | 0        | -0     | 0           | 0          |
| A. Mastalli     | 9        | 0        | 2           | 0          | -            | -            | -            | -            | -                     | -                     | -                     | -                     | 9        | 0      | 2           | 0          |
| A. Montalto     | 5        | 1        | 1           | 0          | -            | -            | -            | -            | 1                     | 0                     | 0                     | 0                     | 6        | 1      | 1           | 0          |
| S. Morero       | 11       | 0        | 6           | 0          | 1            | 0            | 0            | 0            | -                     | -                     | -                     | -                     | 12       | 0      | 6           | 0          |
| S. Petricciuolo | 0        | 0        | 0           | 0          | -            | -            | -            | -            | 1                     | 0                     | 0                     | 0                     | 1        | 0      | 0           | 0          |
| F. Ripa         | 9        | 7        | 1           | 0          | 1            | 0            | 0            | 0            | -                     | -                     | -                     | -                     | 10       | 7      | 1           | 0          |
| M. Rosafio      | 2        | 0        | 0           | 0          | 1            | 0            | 0            | 0            | 1                     | 0                     | 0                     | 0                     | 4        | 0      | 0           | 0          |
| D. Russo        | 12       | -9       | 0           | 0          | 2            | -3           | 1            | 0            | 0                     | -0                    | 0                     | 0                     | 14       | -12    | 1           | 0          |
| S. Salvi        | 5        | 0        | 3           | 1          | 1            | 0            | 0            | 0            | 1                     | 0                     | 0                     | 0                     | 7        | 0      | 3           | 1          |
| S. Sandomenico  | 11       | 3        | 0           | 0          | 1            | 0            | 0            | 0            | 0                     | 0                     | 0                     | 0                     | 12       | 3      | 0           | 0          |
| D. Servillo     | -        | -        | -           | -          | -            | -            | -            | -            | -                     | -                     | -                     | -                     | -        | -      | -           | -          |
| D. Strianese    | 0        | 0        | 0           | 0          | -            | -            | -            | -            | 1                     | 0                     | 0                     | 0                     | 1        | 0      | 0           | 0          |
| U. Žibert       | 5        | 0        | 0           | 0          | 2            | 0            | 0            | 0            | 1                     | 0                     | 0                     | 0                     | 8        | 0      | 0           | 0          |